# 尾花正啓
尾花 正啓（おばな まさひろ、1953年（昭和28年）4月25日 - ）は、日本の政治家。和歌山県和歌山市長（3期）。

## 来歴
和歌山県海草郡美里町（現紀美野町）生まれ。和歌山県立海南高等学校、東京大学農学部農業工学科及び東京大学工学部土木工学科卒業。1980年、和歌山県庁に入庁。土木技術職員としてほぼ一貫して土木畑を歩み、2004年、県土整備部県土整備政策局技術調査課長に就任し、その後、2013年に和歌山県庁を退職するまで、県土整備部で道路局長や技監や県土整備部長を務める。
2013年11月、大橋建一和歌山市長が次期市長選への不出馬を表明。これを受け、11月28日に同県庁を退職し、12月3日に同市長選への立候補を正式に表明した。2014年8月10日投開票の市長選には自由民主党、民主党、公明党の推薦を受け、無所属で立候補。尾花を含めて6人の候補が出馬した乱戦を制し、初当選した。8月25日市役所に初登庁し、正式に和歌山市長に就任した。2022年、3期目の当選を果たす。
2024年4月3日、和歌山市は尾花市長が膵臓がんと判明し、治療のために副市長が6日まで職務を代理すると発表した。尾花は8日に公務に復帰した。治療と公務を両立させていくため、今後、治療は通院で行い、2週間に1回の抗がん剤投与を受けるという。

## 選挙結果

### 2014年和歌山市長選挙
- 8月3日告示・10日投開票

※当日有権者数：308,280人 最終投票率：30.84%（前回比：-5.61pts）
| 候補者名   | 年齢 | 所属党派 | 新旧別 | 得票数   | 得票率 | 推薦・支持               |
| ---------- | ---- | -------- | ------ | -------- | ------ | ------------------------ |
| 尾花正啓   | 61   | 無所属   | 新     | 44,723票 | 48.28% | （推薦）自民・民主・公明 |
| 遠藤富士雄 | 67   | 無所属   | 新     | 21,450票 | 23.16% |                          |
| 浜田真輔   | 52   | 無所属   | 新     | 9,534票  | 10.29% |                          |
| 中津孝司   | 66   | 無所属   | 新     | 8,630票  | 9.32%  | （推薦）共産             |
| 芝本和己   | 46   | 無所属   | 新     | 6,668票  | 7.20%  |                          |
| 小早川正和 | 61   | 無所属   | 新     | 1,627票  | 1.76%  |                          |

### 2018年和歌山市長選挙
- 7月22日告示・29日投開票

※当日有権者数：309,958人 最終投票率：31.56%（前回比：+0.72pts）
| 候補者名 | 年齢 | 所属党派 | 新旧別 | 得票数   | 得票率 | 推薦・支持               |
| -------- | ---- | -------- | ------ | -------- | ------ | ------------------------ |
| 尾花正啓 | 65   | 無所属   | 現     | 68,081票 | 70.75% | （推薦）自民・公明・国民 |
| 島久美子 | 62   | 無所属   | 新     | 28,145票 | 29.25% | （推薦）共産・社民       |

### 2022年和歌山市長選挙
- 8月14日告示・21日投開票

※当日有権者数：304,463人 最終投票率：31.54%（前回比：-0.02pts）
| 候補者名 | 年齢 | 所属党派 | 新旧別 | 得票数   | 得票率 | 推薦・支持                     |
| -------- | ---- | -------- | ------ | -------- | ------ | ------------------------------ |
| 尾花正啓 | 69   | 無所属   | 現     | 64,721票 | 68.54% | （推薦）自民・公明・立憲・国民 |
| 吉本昌純 | 65   | 無所属   | 新     | 29,711票 | 31.46% | （自主支援）共産               |

## 市政
- 2016年11月29日開会の市議会定例会に、尾花は和歌山市家庭教育支援条例案を提出。同条例案は同年12月14日、賛成多数で可決された[8]。翌12月15日に施行され、和歌山県では初の導入事例となった[9]。
- 2018年5月から12月にかけて、和歌山市は、2019年オープンの和歌山市動物愛護管理センターで「殺処分ゼロ」を目指して、犬や猫の不妊去勢手術のための設備費などに充てる目的でクラウドファンディングを行った。1489人から、当初目標としていた1800万円を上回る2790万2545円が集まった。2020年9月24日、芝本和己市議は市議会厚生委員会で、市が芝本市議に報告した資料では、クラウドファンディングで集めた寄付金は2019年度末までに全額使い切っていて、印刷製本費や自動車保険料などに使われたとなっていたと報告。寄付金の使途が当初の目的とかけ離れていると指摘した。インターネット上で公開された委員会でのやりとりを見た人たちからSNSなどで市への批判や失望の声が相次ぐと、9月28日の厚生委員会で市は一転、寄付金は印刷製本費や自動車保険料などには使われておらず、2020年度末時点で1372万9143円残る見込みだと説明した。尾花は「全国の多くの方に対する裏切り行為であると思う」と同委員会で謝罪した[10][11]。